# Els renegats del diable
Els renegats del diable (títol original: The Devil's Rejects) és una pel·lícula de terror estatunidenco-alemanya escrita i dirigida per Rob Zombie, estrenada l'any 2005. Ha estat doblada al català.
Es tracta de la continuació de House of 1000 Corpses, estrenada l'any 2003 i ja dirigida per Rob Zombie. Una continuació, 3 From Hell, està prevista pel 2019.

## Argument
Maig de 1978. En una granja on viu una família de psicòpates sanguinaris, el xèrif John Quincy Wydell llança una gran ofensiva per tal de desallotjar els que han abatut el seu germà diversos mesos abans, durant la nit de Halloween 1977.
En el transcurs de l'enfrontament, dos membres de la família arriben a escapar-se. Comença llavors una persecució plena de cadàvers i una recerca fora norma per al xèrif John Quincy Wydell. En efecte, desitjant primer detenir els Firefly, es fa a poc a poc justicier i decideix, després d'haver tingut una visió del seu difunt germà Georges (assassinat pels Firefly a  House of 1000 Corpses) suplicant-ho de venjar-ho, de torturar els Firefly; físicament, però sobretot moralment. Els papers de sàdics i de víctimes s'intercanvien així al llarg del film entre els Firefly i el xèrif Wydell.

## Repartiment
- Sid Haig: Capità Spaulding/Cutter
- Bill Moseley: Otis Driftwood
- Sheri Moon Zombie: Vera-Ellen "Baby" Firefly
- William Forsythe : Xèrif John Quincey Wydell
- Ken Foree: Charlie Altamont
- Matthew McGrory: Tiny Firefly
- Leslie Easterbrook: Gloria Firefly
- Dave Sheridan : Oficial Ray Dobson
- E. G. Daily: Candy
- Geoffrey Lewis: Roy Sullivan
- Priscilla Barnes: Gloria Sullivan
- Kate Norby: Wendy Banjo
- Lew Temple: Adam Banjo
- Danny Trejo: Rondo
- Diamond Dallas Page: Billy Ray Snapper
- Brian Posehn: Jimmy
- Ginger Lynn Allen: Fanny
- Tom Towles: George Wydell
- Michael Berryman: Clevon
- P. J. Soles: Susan

## Producció

### Rodatge
El rodatge va començar el 25 de maig de 2004 i va tenir lloc a Lancaster, Los Angeles i Palmdale.

## Al voltant de la pel·lícula
- En una escena, Bela Lugosi tira una palanca a un film difós a la televisió. Es tracta de la Promesa del monstre, film americà dirigida per Ed Wood l'any 1955.
- El germà de Sheri Moon fa una petita aparició com a oficial de policia durant els trets d'obertura. Inicialment com a convidat, el cineasta li va demanar participar, ja que sabia molt bé servir-se d'armes de foc
- El film en un principi havia de tenir una intriga secundària implicant el Dr. Satanàs, però en el moment d'una entrevista, Rob Zombie va afirmar que havia preferit finalment suprimir totes aquestes escenes, ja que allò hauria estat com veure Chewbacca a Bonnie and Clyde (1967).[3]
- A prop d'un centenar de plans digitals són utilitzats al film, majoritàriament per les escenes gores. Les escenes que impliquen objectes que entren en contacte directe amb la pell han estat creades digitalment, mentre els impactes sobre les parts cobertes del cos han estat realitzades a la vella manera. Rob Zombie tenia en principi la intenció de no utilitzar més que tècniques disponibles als anys 1970, però de les restriccions de temps l'hi van impedir
- El film ha estat dedicat a la memòria de Matthew McGrory, l'intèrpret del paper de Tiny, mort l'any 2005.[3]
- Quan el capità Spaulding se serveix cafè al començament del film, és escrit « hate » sobre la seva mà esquerra en referència al personatge interpretat per Robert Mitchum al film La Nit del caçador.

## Rebuda
- Premis 2005: Festival de Sitges: Secció oficial llargmetratges a concurs
- Crítica
  - L'horror total és el que aconsegueix desquiciar-nos, és tan incomprensiblement versemblant que embogeix. (...) Puntuació: ★★★★ (sobre 5)."[4]
  - "Per a l'audiència adequada, aquesta pel·lícula és (per la seva violència, tacos i sang a dojo) com a música celestial per a les oïdes"[5]
  - "Violenta, nauseabunda i realment un molt bon exemple en el seu gènere. Si ets un dur fan de les pel·lícules de terror, capaç d'apreciar l'habilitat i l'enginy al servei d'alguna cosa deliberadament desagradable, 'The Devil's Rejects' pot ser que exerceixi un certament estrany encant. (...) Puntuació: ★★★ (sobre 4)."[6]
  - "Indefensable a nivell moral, aquesta (perversament atractiva) seqüela del vilipendiat èxit de culte 'House of 1000 Corpses' està carregada d'energia cinematogràfica. (...) Puntuació: ★★★ (sobre 4)."[7]